# 札幌市交通局560形電車
札幌市交通局560形電車（さっぽろしこうつうきょく560がたでんしゃ）は、札幌市交通局が1953年に導入した札幌市電の路面電車車両である。

## 概要
1953年（昭和28年）に登場した。561～570号の10両。
550形をベースとした全鋼製車で、前面窓を550形の落とし窓から、上ヒンジのせり出し式とし、前面窓部に傾斜をつけた形状へ変更した。550形と比較して全長を300mm延長し、出入口にゆとりを持たせたほか、床面が10mm低くなっている。前照灯は前頭部に取り付けられていたため直近の照度が不足しており、乗務員には不評であった。ビューゲルの操作紐をビューゲル前後の天井2か所から直接車内に入れて車掌席まで引き込んだ。床板は木製であったが、565号は試験的に鋼板として樹脂塗料仕上げとしていた。台車は積雪時の運転を考慮し、各台車の外側を駆動軸とした。価格は1両当たり803万4000円であった。翌年登場する570形（前期車）とほぼ同一設計である。
登場当初の塗色は550形とは変わり、窓周りがクリプトンクリーム、ほかはクリプトングリーンであった。室内は窓上と天井がジャーシークリーム、窓下がジャーシーバフ、座席のモケットは臙脂色であった。後に外板は330形と同様の塗色に変更されたが、ステンレスの飾り帯は付けられず、白帯となった。
製造当初は正面右側の運転台上部に小型の方向幕が設置されていたが、1960年（昭和35年）に中央に大型のものを設置する改造を行った。
1968年（昭和43年）から1969年（昭和44年）にかけて561～565号が710形、A870形に主要機器を譲って廃車となり、566～570号も1971年（昭和46年）に廃車となった。

## 主要諸元
- 全長：11,000mm
- 全幅：2,230mm
- 全高：3,815mm
- 自重：14.0t
- 定員：90人
- 出力・駆動方式：37.3kW×2・吊り掛け式
- 台車型式：住友金属KS-40